# Berón de Astrada (departement)

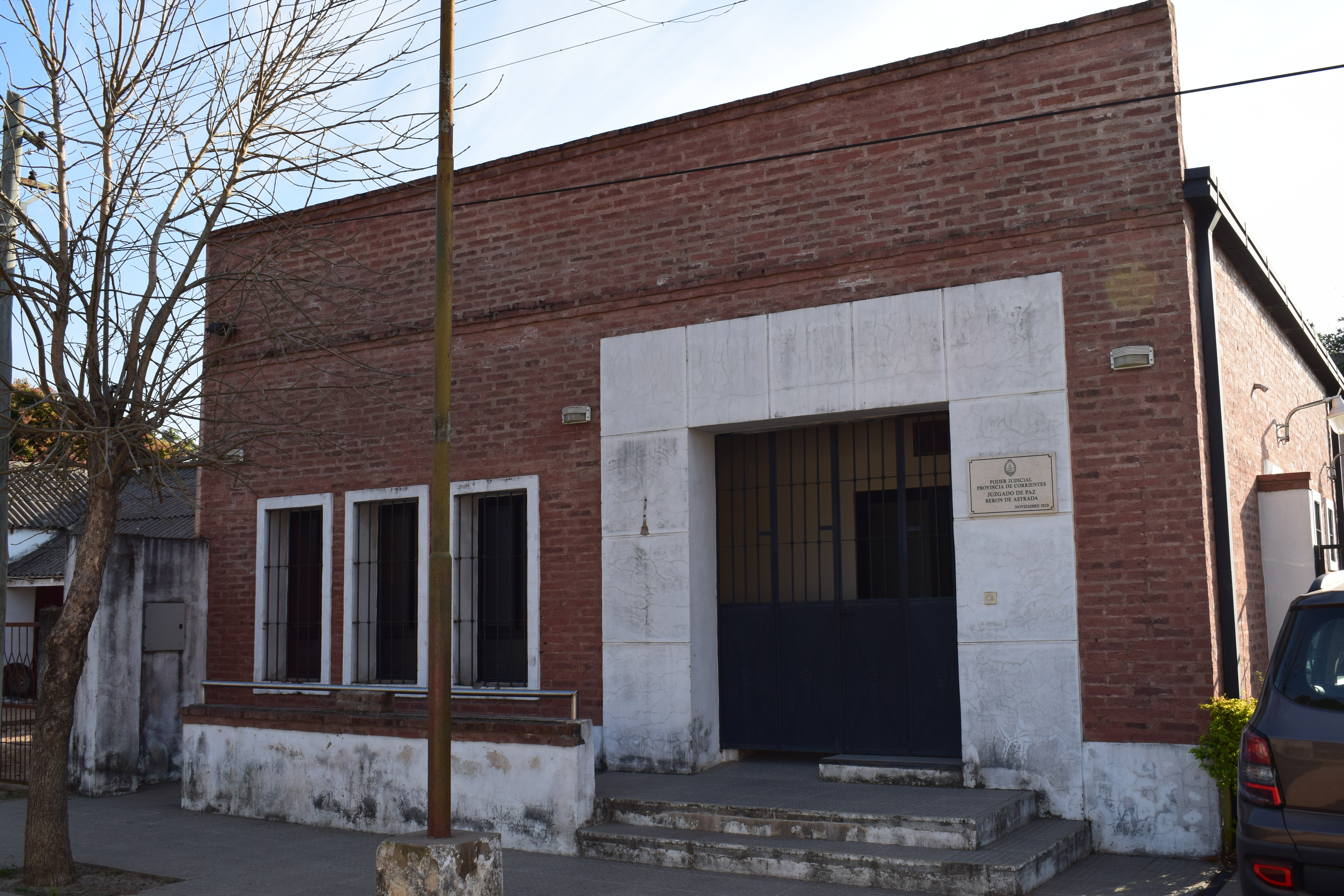
Gebouw van de Vrederechter in het departement Berón de Astrada

Berón de Astrada is een departement in de Argentijnse provincie Corrientes. Het departement (Spaans:  departamento) heeft een oppervlakte van 804 km² en telt 2.294 inwoners.

## Plaatsen in departement Berón de Astrada
- San Antonio de Itatí
- Yahapé